# نماز جعفر طیار
نماز جعفر طیار نمازی است که به باور برخی مسلمانان دارای فضیلت‌های فراوانی است. محمد بن عبدالله این نماز را به عنوان هدیه‌ای به جعفر بن ابی طالب (معروف به جعفر طیار) آموخت.

## پیشینه
پیرامون پیشینه این نماز اینگونه روایت شده‌است: هنگامی که جعفر طیار در روز فتح خیبر از حبشه به شهر مدینه آمد، پیامبر اسلام به استقبال وی رفت و به مردم گفت:
«نمی‌دانم به کدام یک از این‌دو خوشحالی کنم، به فتح خیبر یا به برگشتن پسر عمویم جعفر؟» بعد از آن، پیامبر اسلام نماز جعفر طیار را به وی یاد داد و اشاره کرد: «اگر توانستی این نماز را هر روز، و اگر نتوانستی هر هفته، و اگر نتوانستی هر ماه، و اگر نتوانستی هر سال، و اگر نتوانستی در عمر خود یک بار این نماز را بخوان. اگر این نماز را خواندی، خداوند گناهان بزرگ و کوچک، قدیم و جدید و گناه عمدی و اشتباهی تو را می‌بخشد».

## فضیلت
کتاب ثواب الأعمال اینگونه از علی بن موسی الرضا نقل می‌کند کسی که این نماز را می‌خواند، خداوند گناهانش را می‌آمرزد. در کتاب مستدرک الوسائل از امام ششم شیعه، جعفر صادق نقل می‌کند که «هر کس نماز جعفر را هر روز بخواند، بدی‌های او نوشته نمی‌شود و برابر هر تسبیحی که در این نماز می‌خواند خداوند به او یک ثواب عطا کرده و یک درجه در بهشت به او می‌بخشد.»

## نحوه خواندن
این نماز را در همه وقت می‌توان خواند، لکن با فضلیت‌ترین زمان برای اقامه آن، در ابتدای روز جمعه (در زمان بالا آمدن آفتاب روز جمعه) می‌باشد. این نماز که از چهار رکعت تشکیل شده‌است --دو نماز دو رکعتی-- بدین صورت می‌باشد که: پس از نیت کردن برای نماز جعفر طیار و گفتن تکبیرالاحرام، در هر رکعت از آن، بعد از خواندن حمد و سوره پانزده مرتبه این ذکر گفته می‌شود: «سبحان الله و الحمدلله و لا اله الّا الله و الله اکبر». در رکوع و بعد از رکوع و در اولین سجده و بعد از انجام سجده اول و همچنین در دومین سجده و بعد از انجام سجده دوم، در هر کدام از آنها همان ذکر مذکور را ده مرتبه می‌خواند. همچنین، این نماز دارای آداب دیگری نیز می‌باشد.
پیرامون خواندن سوره (پس از حمد)، می‌توان در هر یک از رکعت‌ها سوره توحید را خواند. البته روش دیگری نیز برای خواندن سوره‌های دیگر اشاره شده‌است، به این طریق که: در رکعت اول بعد از حمد، سوره زلزال و در رکعت دوم بعد از حمد سورهٔ عادیات خوانده می‌شود؛ و در دو رکعت بعد از آن، پس از حمد سورهٔ نصر و در دومین رکعت پس از حمد سورهٔ توحید خوانده می‌شود.